# Гоенкале
«Гоенкале» (баск. Goenkale) — испанский телесериал на баскском языке (адаптация британского телесериала «Pobol y Cwm» на валлийском языке). По различным определениям — мыльная опера, теленовелла или ситком. Самый длинный телесериал в истории Страны Басков и второй в Европе. Один из наиболее успешных телевизионных проектов на баскском языке.

## История
Премьера сериала состоялась 3 октября 1994 года на телеканале ETB 1. Сценаристы, работавшие над сериалом, приложили особые усилия к тому, чтобы персонажи говорили на живом разговорном баскском языке, понятном в любом регионе, однако если в первые годы приоритетом был грамматически правильный язык, то впоследствии внимание стало уделяться прежде всего естественности речи. Название Гоенкале — преобразованное название района Орио Гойко Кале.
В целях нормализации изучения баскского языка как иностранного в сериале принимали участие актёры разного происхождения, говорящие по-баскски.
По данным на 1995 год сериал смотрели около 300 000 человек.
27 сентября 1999 года в эфир вышла тысячная серия.
В сентябре 2007 года в испанских СМИ распространилась газетная утка, согласно которой в Арральде (в действительности это вымышленный населённый пункт, где происходит действие «Гоенкале») организована акция в поддержку ЭТА.
После 22 сезона сериал был закрыт. Последняя серия была показана 28 декабря 2015 года. Общая протяжённость серий составила 1854 часа.

## Сюжет

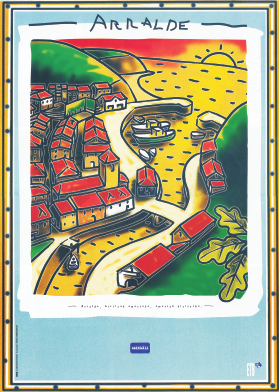
Арральде

Действие происходит в вымышленном баскском приморском городе Арральде. Сериал носит название его центральной улицы Гоенкале.
Действие сериала можно условно разделить на четыре части. Главные герои первой — братья Хосе Мария (Хоше Мари) и Мартин Ласа, а основная сюжетная линия — их конфликт, связанный с наследством их матери Каталины (Катталин). Помимо самих братьев, важную роль в сериале играют и другие члены семьи: Мария Луиса (жена Хоше Мари), Гаиска и Шабьер (сыновья Хоше Мари и Марии Луисы), Грегорио (отец Марии Луисы), Петра (сестра Марии Луисы), Амайя и Феликс (дочь Петры и её парень, а впоследствии муж), Айноа (дочь Амайи от первого брака), Бегонья (бывшая жена Мартина), Йон Кепа (брат Бегоньи), Пилар (новая девушка Мартина), Карлос и Ане (дети Мартина и Бегоньи), Кольдо (муж Ане), Мерче (девушка Карлоса). После смерти Мартина в середине первого сезона его сторону в конфликте принимают его близкие.
В 5 сезоне у Ане и Гаиски рождается сын Матьин. Однако семья Ласа постепенно исчезает: Карлос, Петра, Амайя, Феликс и Пилар уезжают из Арральде, а Бегонья и Грегорио умирают. В 8 сезоне Хоше Мари впадает в кому, Гаиска попадает в психиатрическую больницу, а Ане также уезжает из города.
Главной героиней второй части становится Мария Луиса, и основные сюжетные линии связаны с ней. В Арральде возвращается её подруга Ортенси. Кроме того, Мария Луиса ссорится с Эстефанией (девушкой Шабьера) и Леонор (бывшей любовницей Хоше Мари). После того, как Мария Луиса попадает в психиатрическую больницу, её интриги выплывают наружу.
В 10 сезоне Шабьер погибает в автокатастрофе, Мария Луиса выписывается из психиатрической больницы и мирится с Леонор. В 11 сезоне Хоше Мари умирает, а в Арральде приезжает Хесус (отец Кольдо). Мария Луиса и Хесус влюбляются друг в друга и женятся, однако в 12 сезоне Хесус умирает. Мария Луиса узнаёт, что у неё есть дочь Хулия, которую у неё похитили. Гаиска выписывается из больницы, но Хулия его убивает. Через неделю после этого Мария Луиса умирает от тромбоза.
В 15 сезоне в Арральде переезжают новые главные герои — семья Мадарьяга: Абель (глава семьи), Герман и Кандидо (его сыновья), Алисия (жена Кандидо и любовница Германа), Йоана и Икерне (дочери Кандидо и Алисии), Найя (дочь Германа и Алисии), Лукас и Унаи (сыновья Германа). Вначале в центре сюжета любовный треугольник Германа, Кандидо и Алисии, но впоследствии Герман и Алисия разрывают отношения. В Арральде появляется Ольга (жена Германа и мать Лукаса и Унаи, которую считали мёртвой). Лукас и Икерне влюбляются друг в друга, но семья не принимает их отношения из-за близкого родства. Семья Мадарьяга также постепенно исчезает из поля зрения: в 16 сезоне убивают Унаи, в 17 Икерне уезжает в Австралию, в 18 в результате несчастного случая погибает Ольга, в 19 уезжает Лукас, который позже вернётся. В 20 сезоне Герман, его новая жена Инес и Найя уезжают в Анголу, а Абель умирает. В Арральде остаются только Алисия и Кандидо.
Последняя часть сериала начинается в 21 сезоне. Главные герои — семья Эчегарай, прожившая в Арральде всю жизнь и владеющая городской аптекой: Амалия, её дети Аранца и Паскаль, муж Аранцы Ягоба, их дети Таня, Одей и Аласне, сын Паскаля Ландер, тётка Аранцы и Паскаля Джоэль, сестра Ягобы Олайя и любовница Ягобы Исаскун. Одей заболевает лейкемией. Амалия впадает в кому, и Аранца и Ягоба убивают её, чтобы получить наследство. Паскаль и Аранца узнают, что их настоящая мать — Джоэль. В саду семьи Эчегарай находят тело сотрудника их аптеки.

## В ролях
| Актёр                               | Роль                               | Сезоны          |
| ----------------------------------- | ---------------------------------- | --------------- |
| Микель Гармендия                    | Хосе Мария Ласа Агирре (Хоше Мари) | 1—10            |
| Кончу Одриосола                     | Мария Луиса Галарди Ибаррече       | 1—14            |
| Пауль Субильяга                     | Шабьер Ласа Галарди                | 1—3, 7—10       |
| Нико Лисеага                        | Гаиска Ласа Галарди                | 1—8, 10, 12, 14 |
| Хосе Крус Гурручага                 | Карлос Ласа Перес де Росас         | 1—5, 8, 17—19   |
| Ануска Ласа                         | Ане Ласа Перес де Росас            | 1—9             |
| Майте Бастос                        | Маргарита (Маргари)                | 1—12, 14—15     |
| Аранча Гурменди                     | Ортенсия Мадарьяга (Ортенси)       | 1—7, 9—11, 14   |
| Педро Отаэги                        | Эусебио Галаррага                  | 1—11, 14        |
| Абелин Линасисоро                   | Сатурнино (Шатур)                  | 1—8             |
| Давид Эррасти                       | дон Луис Лабаиру                   | 1—11, 14        |
| Иньиго Ларриньяга                   | Кольдо Агирре                      | 1—18            |
| Иньяки Бераэче                      | Микель Мендиарас (Пелос)           | 1—10            |
| Хосе Мария Берасатеги               | Кепа Амучастеги (Чапас)            | 1—2, 4—11, 14   |
| Анабель Аррайса                     | Сара Гармендия                     | 1—9             |
| Феликс Аркарасо                     | Андони Муруа Альдай                | 2, 5—17, 20, 22 |
| Иньяки Перурена                     | Иманоль Мендисабаль Артече         | 3—22            |
| Айноа Айербе                        | Леонор Карденас                    | 4—20, 22        |
| Кико Хауреги                        | Хосеба Субельдия                   | 4—15, 18        |
| Манью Элисондо                      | Агустин Итурцаэта Лерчунди         | 5—11            |
| Ициар Итуньо                        | Некане Бейтия                      | 5—7, 11—22      |
| Сара Косар                          | Мириам (Мими)                      | 5—11            |
| Хосеба Усабиага                     | Луис Гарсия                        | 8—17            |
| Нароа Агирре                        | Нароа Эчеберрия Гармендия          | 10—19           |
| Ана Араухо                          | Эстичу                             | 10—16           |
| Луна Куэста / Мария Крукшэнк Морено | Ичасо Аль-Вахид                    | 11—12, 15—22    |
| Асьер Оруэсагасти                   | Кевин Итурриага                    | 13—21           |
| Асьер Эрнандес                      | Герман Мадарьяга                   | 15—21           |
| Марчело Рубио                       | Кандидо Уркихо                     | 15—22           |
| Тесса Андонеги                      | Алисия Эгигурен                    | 15—22           |
| Мириам Гомес                        | Найя Уркихо Эгигурен               | 15—21           |
| Шабьер Перурена                     | Ибон Петраланда                    | 16—20, 22       |

### Актёры, сыгравшие двух персонажей
| Актёр                  | Персонаж 1              | Сезоны        | Персонаж 2               | Сезоны    |
| ---------------------- | ----------------------- | ------------- | ------------------------ | --------- |
| Тереса Лопес де Мунайн | Джина Синатра           | 1—2           | Мария Синатра            | 2, 7      |
| Хосе Рамон Соройс      | Мартин Ласа Агирре      | 1             | Гастон Ласа              | 8—9       |
| Дорлета Урретабискайя  | Лейре                   | 1—2           | Анна Попеску             | 13—14     |
| Марчело Рубио          | Йон Кепа Перес де Росас | 1—2           | Кандидо Уркихо           | 15—22     |
| Тесса Андонеги         | Идойя                   | 2             | Алисия Эгигурен          | 15—22     |
| Кандидо Уранга         | Иньиго                  | 3             | Абель Мадарьяга          | 15—20     |
| Асьер Эрнандес         | Горка                   | 4—5           | Герман Мадарьяга         | 15—21     |
| Лоли Асторека          | Бегонья Перес де Росас  | 1, 3, 5       | Пилар                    | 16        |
| Мирен Гохенола         | Амайя                   | 1—5, 7, 9, 14 | Пареси                   | 18—19, 21 |
| Исидоро Фернандес      | Ибон                    | 9—10          | Хулиан Миранда           | 19—22     |
| Хосу Мантерола         | Альберто                | 5—6           | Ягоба                    | 19—20     |
| Пачи Сантамария        | Чус                     | 6             | Гонцаль Эльгесабаль      | 19—20     |
| Ионе Ирасабаль         | Кончи                   | 5             | Дороти Перкинс           | 19—20     |
| Хосеба Апаоласа        | Систо Тоторика          | 8             | Кепа Мантерола           | 20—21     |
| Иньиго Ортега          | Мауро                   | 12            | Паскаль Эчегарай Лисарди | 21—22     |